# Campeonato Sul-Americano de Voleibol Feminino de 2021
O Campeonato Sul-Americano de Voleibol Feminino de 2021 foi a 34.ª edição deste torneio organizado bianualmente pela Confederação Sul-Americana de Voleibol (CSV). Sediado em Barrancabermeja, Colômbia, de 15 a 19 de setembro de 2021.
Apesar de perder a última partida contra a seleção anfitriã do torneio, o Brasil assegurou o seu vigésimo segundo título continental pelo critério de desempate, e ambas as equipes garantiram suas vagas para o Campeonato Mundial de 2022.

## Seleções participantes
O torneio contou com 5 países participantes.
| Equipe    | Última participação              |
| --------- | -------------------------------- |
| Colômbia  | (País-sede), 2ª colocada em 2019 |
| Brasil    | 1ª colocada em 2019              |
| Argentina | 4ª colocada em 2019              |
| Peru      | 3ª colocada em 2019              |
| Chile     | 6ª colocada em 2017              |

## Fórmula de disputa
A competição foi disputada em sistema de pontos corridos, em turno único, com todas as seleções se enfrentando.

## Critérios de desempate
1. Número de vitórias
2. Número de pontos
3. Sets average
4. Pontos average

Partidas terminadas em 3–0 ou 3–1: 3 pontos para o vencedor, 0 pontos para o perdedor;
Partidas terminadas em 3–2: 2 pontos para o vencedor, 1 ponto para o perdedor.

## Resultados
Todas as partidas seguem o fuso horário local (UTC-5).

### Classificação
|     |           |     | Jogos | Jogos | Jogos | Resultados | Resultados | Resultados | Resultados | Resultados | Resultados | Sets | Sets | Sets  | Pontos | Pontos | Pontos |
| Pos | Equipe    | Pts | T     | V     | D     | 3–0        | 3–1        | 3–2        | 2–3        | 1–3        | 0–3        | V    | P    | R     | V      | P      | R      |
| --- | --------- | --- | ----- | ----- | ----- | ---------- | ---------- | ---------- | ---------- | ---------- | ---------- | ---- | ---- | ----- | ------ | ------ | ------ |
| 1   | Brasil    | 9   | 4     | 3     | 1     | 2          | 1          | 0          | 0          | 1          | 0          | 10   | 4    | 2.500 | 339    | 269    | 1.260  |
| 2   | Colômbia  | 9   | 4     | 3     | 1     | 1          | 2          | 0          | 0          | 1          | 0          | 10   | 5    | 2,000 | 254    | 323    | 0.786  |
| 3   | Argentina | 6   | 4     | 2     | 2     | 2          | 0          | 0          | 0          | 2          | 0          | 8    | 6    | 1.333 | 311    | 293    | 1.061  |
| 4   | Peru      | 6   | 4     | 2     | 2     | 1          | 1          | 0          | 0          | 0          | 2          | 6    | 7    | 0.857 | 284    | 295    | 0.963  |
| 5   | Chile     | 0   | 4     | 0     | 4     | 0          | 0          | 0          | 0          | 0          | 4          | 0    | 12   | 0,000 | 192    | 300    | 0.640  |

### Rodada 1
| Data   | Hora  |          | Placar |       | Set 1 | Set 2 | Set 3 | Set 4 | Set 5 | Total | Relatório |
| ------ | ----- | -------- | ------ | ----- | ----- | ----- | ----- | ----- | ----- | ----- | --------- |
| 15 set | 17:00 | Brasil   | 3–0    | Peru  | 25–17 | 25–23 | 25–18 |       |       | 75–58 | Resultado |
| 15 set | 19:30 | Colômbia | 3–0    | Chile | 25–20 | 25–13 | 25–12 |       |       | 75–45 | Resultado |

### Rodada 2
| Data   | Hora  |          | Placar |           | Set 1 | Set 2 | Set 3 | Set 4 | Set 5 | Total | Relatório |
| ------ | ----- | -------- | ------ | --------- | ----- | ----- | ----- | ----- | ----- | ----- | --------- |
| 16 set | 17:30 | Brasil   | 3–1    | Argentina | 23–25 | 25–13 | 25–14 | 25-16 |       | 98–52 | Resultado |
| 16 set | 19:30 | Colômbia | 1–3    | Peru      | 22–25 | 25–19 | 21–25 | 20-25 |       | 88–69 | Resultado |

### Rodada 3
| Data   | Hora  |           | Placar |       | Set 1 | Set 2 | Set 3 | Set 4 | Set 5 | Total | Relatório |
| ------ | ----- | --------- | ------ | ----- | ----- | ----- | ----- | ----- | ----- | ----- | --------- |
| 17 set | 17:30 | Brasil    | 3–0    | Chile | 25–11 | 25–19 | 25–14 |       |       | 75–44 | Resultado |
| 17 set | 19:30 | Argentina | 3–0    | Peru  | 25–18 | 25–17 | 25–22 |       |       | 75–57 | Resultado |

### Rodada 4
| Data   | Hora  |           | Placar |          | Set 1 | Set 2 | Set 3 | Set 4 | Set 5 | Total | Relatório |
| ------ | ----- | --------- | ------ | -------- | ----- | ----- | ----- | ----- | ----- | ----- | --------- |
| 18 set | 17:30 | Chile     | 0–3    | Peru     | 18–25 | 17–25 | 22–25 |       |       | 57–75 | Resultado |
| 18 set | 19:30 | Argentina | 1–3    | Colômbia | 20–25 | 25–15 | 25–27 | 23-25 |       | 93–67 | Resultado |

### Rodada 5
| Data   | Hora  |        | Placar |           | Set 1 | Set 2 | Set 3 | Set 4 | Set 5 | Total | Relatório |
| ------ | ----- | ------ | ------ | --------- | ----- | ----- | ----- | ----- | ----- | ----- | --------- |
| 19 set | 17:30 | Chile  | 0–3    | Argentina | 19–25 | 05–25 | 22–25 |       |       | 46–75 | Resultado |
| 19 set | 19:30 | Brasil | 1–3    | Colômbia  | 19–25 | 23–25 | 26–24 | 23–25 |       | 91–99 | Resultado |

## Classificação final
| Posição | Equipe    |
| ------- | --------- |
|         | Brasil    |
|         | Colômbia  |
|         | Argentina |
| 4       | Peru      |
| 5       | Chile     |

|  | Classificadas para o Campeonato Mundial de 2022 |

## Premiações
| Campeonato Sul-Americano de 2021 |
| Brasil                           |
| -------------------------------- |
| Brasil Campeão (22.º título)     |

### Individuais
As atletas que se destacaram individualmente foramː
| - Most Valuable Player (MVP) Gabriela Guimarães - Melhor levantadora María Alejandra - Melhores ponteiras Daniela Bulaich Amanda Coneo | - Melhores centrais Ana Carolina da Silva Yeisy Soto - Melhor oposta Ana Cristina de Souza - Melhor líbero Tatiana Rizzo |

## Ligação externa
- «Página oficial da CSV» (em espanhol)